# Természetvédelem

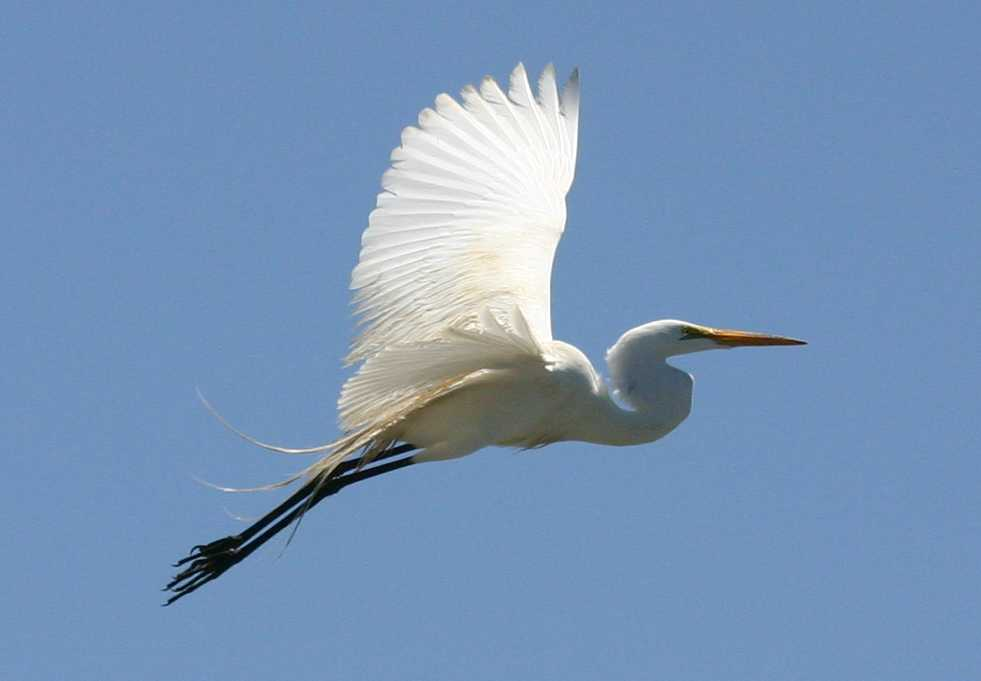
A magyar természetvédelem címermadara, a nagy kócsag

A természetvédelem az élőlények, természetes életközösségek, élőhelyek a természetes és természetközeli területek, valamint a természeti táj megőrzésére hivatott állami és társadalmi tevékenység megjelölésére szolgáló fogalom.
A természetvédelem célja a bioszféra állapotának, működőképességének, biodiverzitásának (biológiai sokféleségének), valamint ezzel összefüggésben az élőhelyeknek és a természeti tájnak a megőrzése, károsodásainak megelőzése, mérséklése vagy elhárítása.
A természetvédelem éppen ezért nem azonos a környezetvédelem fogalmával, bár a két tevékenység között jelentős átfedés van. A környezet- és természetvédelmi tevékenység csak egymást kölcsönösen feltételezve és kiegészítve lehet hatékony.
A természetvédelem az az állami és társadalmi tevékenység, amely az emberi társadalom által saját ökológiai létfeltételeiben saját maga által okozott károsodások megelőzésére, a károk mérséklésére vagy elhárítására irányul.
A természetvédelmi tevékenység középpontjában "rendszerként" a bioszféra áll. A természetvédelmi tevékenység elsősorban a természeti területekre és vadon élő fajokra fókuszál.
A környezetvédelmi tevékenység középpontjában az emberi társadalom érdekei (az emberi populáció környezete) áll. A környezetvédelmi tevékenység döntően más emberi tevékenységek káros hatásaira, tehát a mezőgazdaságra, iparra, közlekedésre, a településekre, fókuszál (légszennyezés, szennyvizek, talajszennyezés…).
A természet- és környezetvédelem hatáskörének érintkezési felületét jelentik a jóléti célú erdők, a legelők, a folyó- és állóvizek, az ivóvízbázisok, a települések parkjai stb.
A környezet- és természetvédelem a globális ökológiai problémákból adódó legkirívóbb jelenségek megelőzésére, a károk enyhítésére irányuló speciális emberi tevékenység. Önmagában nem jelent (és nem is jelenthet) garanciát a problémák kiküszöbölésére, hiszen arra az emberi társadalom és a globális gazdaság egésze hatással van. Minthogy a Bioszféra természeti folyamatai (klíma, biogeokémiai-ciklusok …) is globálisak, alacsonyabb térbeli léptékben gondolkodva éppen a legfontosabb összefüggések vesznek el. Minthogy a természeti-, társadalmi- és főként a gazdasági folyamatok is globálisak, ezért súlyos veszélyeket rejt magában, ha a közigazgatás és a jogrendszer a jelenlegi regionális és lokális szinten marad, mert akkor a demokratikus politikai hatalom illuzórikussá válhat a multinacionális gazdasági érdekcsoportok hatalmával szemben. A természetvédelem, környezetvédelem, (és persze a közegészségügy, közoktatásügy) érdekei csak egy nemzetközi összefogással megteremtett demokratikus politikai hatalom birtokában érvényesíthetők a profit-típusú érdekekkel szemben.
A természetvédelmi erőfeszítések (még ebben az erősen leszűkített értelmezésben is) jelentős anyagi ráfordításokat igényelnek/igényelnének. Ezeket a pénzbeli ráfordításokat jelenleg lokálisan (a társadalom helyi közösségeinek) kell előteremteni, a ráfordítások elmaradása esetén megmutatkozó kár viszont az egész emberi társadalmat (globális léptékben) érinti. A természet közvetlen károsításával kapcsolatos károk nagyrészt szintén ennek megfelelően fejtik ki hatásukat. A természet védelmével kapcsolatos kötelezettségek éppen ezért, részben a hazai vonatkozású joganyagból, másrészt nemzetközi egyezményekből következnek
Néhány különösen fontos nemzetközi egyezmény:
- Riói egyezmény a biodiverzitásról
- Washingtoni egyezmény a veszélyeztetett élőlények nemzetközi kereskedelméről,
- Washingtoni egyezmény a bálnavadászat korlátozásáról,
- Ramsari egyezmény a vizes élőhelyekről,
- Bonni egyezmény a vándorló állatok védelméről,
- Berni egyezmény a vadon élő állatok, növények és élőhelyek védelméről,
- Római egyezmény az élelmezési és mezőgazdasági célú növényi génforrásokról,
- Párizsi egyezmény a világ kulturális és természeti örökségének védelméről
- Párizsi egyezmény a sivatagosodás elleni küzdelemről (ENSZ)
- New York-i keretegyezmény az éghajlatváltozásról és annak Kiotói jegyzőkönyve (ENSZ)
- Bécsi egyezmény az ózonréteg védelméről
- Genfi egyezmény a levegőszennyezésről
- Cartagenai jegyzőkönyv a biológiai biztonságról

„Mind a tudomány, mind a közvélemény felismerte, hogy ma a kihalások korát éljük: a kipusztulás mértéke példa nélküli. Az emberi tevékenység hatására világszerte olyan élőlénytársulások szűnnek meg, amelyek kialakulásához évmilliókra volt szükség. (…) E nagymértékű fajkipusztulás az egész bolygóra, s így az emberre is végzetes lehet!” (…) „A veszély gyorsuló ütemben növekszik, hiszen az emberi populáció növekedése is gyorsul. (…)”
„A biodiverzitást veszélyeztető tényezők hatása szinergikus, vagyis az egymástól látszólag független tényezők – például a savas ülepedés, a fakitermelés, vagy a túlzott mértékű vadászat – káros hatásai összeadódnak, sőt összeszorzódnak, …”
(Idézetek forrása: Standovár, T., Primack, R.B. 2001. [14])

## A természetvédelem fő tevékenységi körei
A természetvédelem gyakorlati tevékenységei a következő szinteken jelennek meg:
1. a biológiai sokféleség és az életfeltételek általános védelme, nem védett területeken
2. természetes és természetközeli élőhelyek, valamint a természeti táj védelme (védett területeken)
3. különlegesen veszélyeztetett fajok és természeti objektumok egyedi védelme, (bárhol)

A természetvédelem céljai:
1. Természetmegőrzés (megóvás és fenntartás)
2. Génmegőrzés (a biológiai sokféleség védelme)
3. Indikátorszerep ellátása
4. Kutatási és megfigyelési feltételek biztosítása
5. Szemléletformálás minden társadalmi rétegnek (nevelés, oktatás, képzés, ismeretterjesztés stb.)
6. Gyógyítás
7. Györnyörködtetés (esztétikai élményszerzés)
8. Környezetvédelmi mintaterületek kialakítása és rajtuk kutatási lehetőség biztosítása
9. Rekreációs lehetőségek biztosítása

A természetvédelem kiterjed: a geológiai, hidrológiai, botanikai, zoológiai, tájképi és kultúrtörténeti értékek védelmére.

## Bioszféra-szolgáltatások
Néhány alapvető meggondolás:

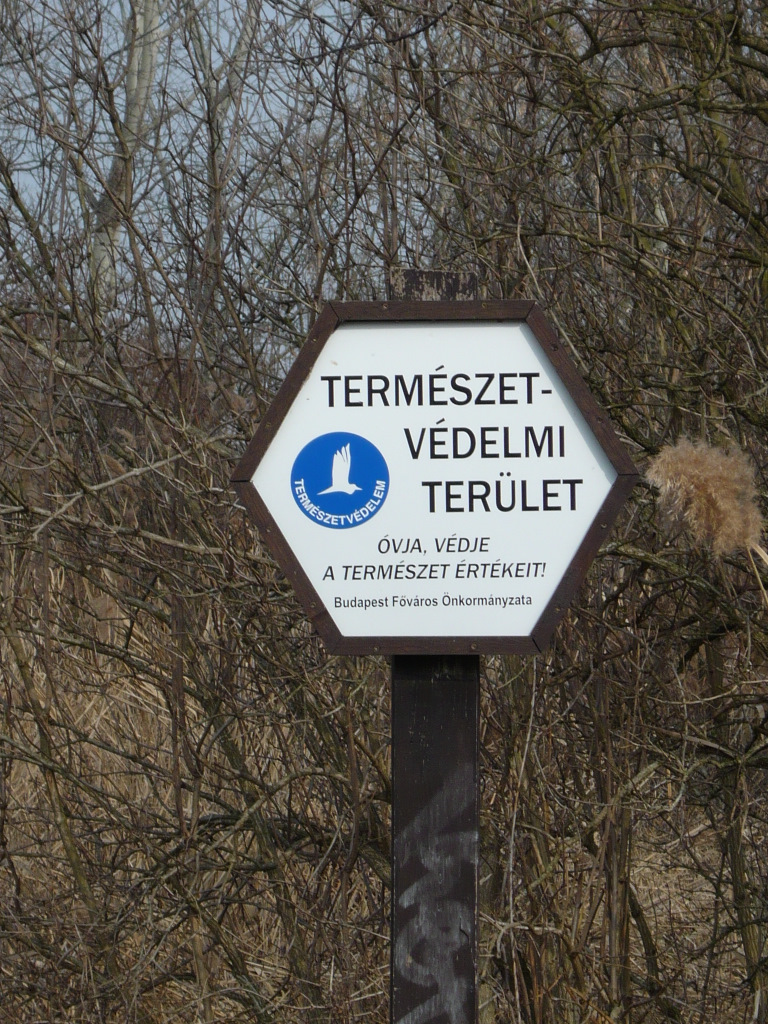
Magyar természetvédelmi területet jelölő tábla a Naplás-tó mellett

- Az emberi társadalom a bioszféra része, attól (annak „szolgáltatásaitól”) elválasztva életképtelen.
- A bioszféra szolgáltatásai korlátozottan állnak rendelkezésre (a természeti erőforrások végesek).
- A bioszféra szolgáltatásait az eltérő élőhelyeken felismerhető élőlényközösségek (biomok, társulások…) együttesen, egymással kölcsönhatásban nyújtják.
- Egy adott élőlényközösség által nyújtott szolgáltatás volumene, az élőlényközösség típusától függ és annak térbeli kiterjedésével (területével) arányos.
- Egy adott élőlényközösség sérülésének vagy megsemmisülésének hatása a globális ökoszisztéma folyamatain keresztül (biogeokémiai ciklusok, globális légkörzés stb.) az emberi társadalom egészére fejti ki hatását, így a lokális károsodás és annak hatásai, egy bonyolult ökológiai hatásláncon keresztül, térben és időben diffúz módon jelentkeznek, gyakran az eredeti károsodás helyszínétől távol.

Fentieket több nézőpontból kiindulva is könnyen beláthatjuk, igazolásukra most csupán néhány alapvető tényt említünk:
1. Földünk klímájának szabályozását a Bioszféra globális folyamatai biztosítják. Az éghajlat szabályozása révén a Bioszféra tartja a Földet lakhatónak hosszú évmilliárdokon keresztül. Az éghajlati rendszer zavarai korunk egyik legsúlyosabb globális környezeti problémáját jelentik [6, 10].
2. A Bioszféra szolgáltatásai közül a klíma-szabályozás csak az egyik, bár kétségkívül a legfontosabb jelenség. A szárazföldi élet másik feltétele az oxigénes légkör, amely a minden élő szervezetre gyilkos hatású UV sugárzást kiszűrő ózon-pajzs létének is feltétele. (Ezen „bioszféra szolgáltatás” nélkül csak az óceánok mélyén lenne élet.) [10, 15]
3. A Bioszféra szolgáltatja ezen kívül a belélegezhető összetételű levegőt, az ivóvizet, a mezőgazdasági termelést lehetővé tevő talajfolyamatokat, biztosítja a mérgező hatású anyagcseretermékeink ártalmatlanítását, a vizek öntisztulását és a táplálékként használt számtalan élőlény-populációt is. (Természetesen mindezeken kívül, fosszilis tüzelőanyagaink és az építőipar által használt mészkősziklák is a bioszféra működésének termékei.) [10, 14, 15].
4. Fontos Bioszféra-szolgáltatás a természetes növénytakaró és a lápok csapadékvíz visszatartó (vízretenciós) szerepe, amely segít abban, hogy a hegyvidékeken nagy tömegben lehulló csapadék ne okozzon árvizeket, illetve később pedig ne legyen vízhiány (aszály). Ennek lényege, hogy a növénytakaró összegyűjti magában a csapadékvizet és csak lassan engedi tovább, tehát egyfajta kiegyenlítő (puffer) szerepet tölt be.
5. A Bioszféra-szolgáltatások hatékonyságát és a rendszerek működésének megbízhatóságát a funkcionális redundancia egy speciális esete az ún. biodiverzitás (biológiai sokféleség) biztosítja. [15] Az élővilág-védelem fő célja ezen biológiai sokféleség megőrzése (lásd Riói-egyezmény).

## A természetvédelem jogi eszközei
A természetvédelem jogi eszközei több jogágba sorolhatók:

## Büntetőjogi eszközök
A természetkárosítás a Btk. szerint büntetendő bűncselekmény.

### Polgári jogi eszközök: a természetkárosítás következtében a társadalmat ért vagyoni és nem vagyoni károk
A természet védelméről szóló 1996. évi LIII. törvény 60§ (2) bekezdése szerint:
„Természeti érték, terület, valamint védett természeti terület veszélyeztetése, károsítása esetén az ügyész keresetet indíthat a tevékenységtől való eltiltás, illetőleg a tevékenységgel okozott kár megtérítése iránt.” 
Ugyanezen törvény 81§-a szabályozza a polgári jogi felelősség kérdéseit és ennek keretében a (2) bekezdés sorolja fel az okozott kár elemeit. 
A (2) bek. a, b, és c pontja az általában „vagyoni kár” jellegűként ismert: 
a) tényleges vagyoni kárt
b) az elmaradt hasznot
c) a károkozás felszámolásával kapcsolatban felmerült indokolt költséget,
a d és e pontok pedig az ún. „nem vagyoni kár” elemeit:
d) a természeti állapot és minőség károsodásából eredő, illetve
e) a társadalom, annak csoportjai vagy az egyének életkörülményeinek romlásában kifejeződő nem vagyoni kárt foglalja magában.
Ez a törvényben rögzített logikai struktúra a természetes- vagy jogi személyeket ért károsodások kapcsán kialakult szempontrendszert követi.
Amikor azonban az ügyész a Tvt. 60. §-ban, valamint a 81§ (4) bekezdésében foglalt feladatának eleget téve, lényegében a „társadalom képviseletében” („a köz érdekében”) nyújt be kártérítési keresetet, akkor ez a helyzet nehézzé teszi az egyes kárelemek világos elkülönítését és az elkülönített komponensek jogi minősítését.
Élővilág-védelmi és ökológiai szempontból, egy élőhely és élőlényközösség vonatkozásában elkövetett természetkárosítás legnagyobb mértékben azáltal okoz kárt a társadalomnak, hogy a károsodás következtében az ún. bioszféra-szolgáltatások sérülnek. Az elmaradt (kieső) bioszféra szolgáltatások értékének meghatározása vagy szakértői becslése az ökológiai közgazdaságtan területén kialakult módszertan segítségével történhet [3, 4, 5, 8, 11, 13]. Ennek az elmaradt szolgáltatásnak az értéke logikailag a Ttv 81. § (2) b) pontban felsorolt elmaradt haszonnak (mint közismert vagyoni kár típusnak) felelne meg. Tekintve azonban, hogy ez a kár az emberi társadalom egészét érinti, így az egyes emberekre mintegy a „társadalom működésének rendszerén” átszűrődve érkezik el, ennek következtében gyakorlatilag nem vagyoni kárként jelenik meg. Nyilvánvaló, hogy ez a kár komponens egyúttal „a természeti állapot és minőség károsodásából ered” így a (2) bekezdés d) pontjához is tartozna, ugyanakkor teljesen nyilvánvaló, hogy végső soron a „társadalom, (…) életkörülményeinek romlásában” fejeződik ki, így a (2) bekezdés e) pontjában foglalt nem vagyoni kár fogalmától sem különíthető el.
Ebben a tekintetben az elmaradt bioszféra-szolgáltatások értékével szorosan összefügg, a károk mérséklésével kapcsolatban felmerült ún. „indokolt költség” is. Ennek a költségnek indokoltsága abból következik, hogy a megfelelő kárenyhítés elmaradása az elmaradt bioszféra-szolgáltatások értékét nagyobb mértékben növelné, mint az indokolt költségként megjelölt összeg. Ezen nem vagyoni kár mérséklésére irányuló tevékenység ugyanakkor más természetű potenciális károk elhárítását is biztosítja. Ilyen például a vágásterületen felszaporodó gyomok virágporainak allergiát kiváltó közegészségügyi, vagy a gyomosodó területen felszaporodó mezőgazdasági kártevők növényvédelmi hatása. Az így értelmezett indokolt költség tehát számos más valós vagy potenciális kár mértékének számszerűsítéseként is felfogható.
A két fenti egymással szorosan összefüggő kárkomponenstől független további kárkomponensek:
- a véglegesen megsemmisült védett élőlények jogszabályok alapján számítható természetvédelmi értéke, mint a társadalmat ért nem vagyoni kár.
- Az élővilág-védelmi szakirodalom által megkülönböztetett etikai-, potenciális és létezési értékből következő, a társadalom egészét érő nem vagyoni jellegű kár, amelynek számszerűsítésére még jelenleg sincs megfelelő módszertan és egymástól való fogalmi elkülönítésük sem egyértelmű.

Ezek jelentése a következő:
- - Potenciális érték: jövőbeli hasznossági erőforrás (pl.: gyógyszerkutatási alapanyagok, biotechnológiai források, nemesítési genetikai alapanyagok, új kutatási és alkalmazási lehetőségek, genetikai információtartalom, felfedezésre váró életformák tanulmányozásának tudományos lehetősége …)
  - Létezési érték: az az értékkomponens, amit a társadalom (emberiség) egy adott időpontban hajlandó lenne megfizetni az eredeti állapotban való megőrzés érdekében
  - Etikai érték: a társadalom aktuális értékrendjétől, morális színvonalától függő, a biológiai sokféleség megőrzésének kötelességéből és az élet tiszteletéből fakadó érték.

A bioszféra szolgáltatásai hagyományos felfogás szerint ún. externáliák, amelyeket általában, mint pénzben nem kifejezhető „nem vagyoni érték” vesznek figyelembe. Ennek megfelelően ezek a nem vagyoni értékek a GDP-ben sem játszanak szerepet. A környezetvédelem és élővilág-védelem eminens érdeke azonban, hogy ezeket a nem vagyoni jellegű értékeket is törekedjünk a hagyományos értelemben vett vagyoni erőforrásokhoz hasonlóan pénzben kifejezni. Erre az élővilág-védelem egy fontos módszertani segédtudományt az ún. ökológiai közgazdaságtant hívja segítségül.
A bioszféra-szolgáltatások gazdasági értékét az ökológiai közgazdaságtan eszközei alapján határozhatjuk meg (Standovár-Primack 2001, Kerekes-Szlávik 1996). A szakirodalomban fellelhető különböző számítási módok eltérnek ugyan egymástól, de segítségükkel az érték tartomány behatárolható. Constanza et al 1997 munkája a bioszféra szolgáltatásainak globális értékét 32 000 milliárd (32 billió) US$/év-ben határozza meg és egyúttal az egyes ökoszisztéma típusok hektáronkénti éves értékeit is tartalmazza.
Tekintetbe véve, hogy a világ összesített GDP-jét (ugyanezen forrást alkalmazva) 18 billió US$-ra tehetjük, ebből is könnyen megállapítható, hogy az emberi társadalmak teljes függőségben vannak a természetes ökoszisztémáktól. (Mivel a bioszféra-szolgáltatások teljes megszűnésével az emberiség azonnal kihalna, így ilyen esetben a globális GDP is nullává válna. A Bioszféra-szolgáltatások globális értékének becslésére tehát jó alsó korlát a globális GDP.)

## Szakirodalmi források
[1.]	Bándi, Gy. (szerk.) (2001): Környezetvédelmi jogesetek és a szakértői tevékenység (Környezetvédelmi Kiskönyvtár 10.) – KJK-Kerszöv Jogi és Üzleti Kiadó Kft., Budapest

[2.]	Borhidi, A, Sánta, A. (szerk.) (1999): Vörös könyv Magyarország növénytársulásairól 1.-2. – A KöM Természetvédelmi Hivatalának tanulmánykötetei 6., Természetbúvár Alapítvány Kiadó, Budapest

[3.]	Chichilnisky, G. (1996): The Economic value of Earth’s resources – Trends in Ecology and Evolution, 11: 135-140.

[4.]	Costanza, R., Segurea, O., Martinez-Alier, J., (1996): Getting down to Earth: Practical Applications of Ecological Economics – Island Press, Washington, D.C.

[5.]	Costanza, R., d’Arge, R., de Groot, R., Farber, S. (1997): The value of the word’s ecosystem services and natural capital. – Nature, 387:253-260.

[6.]	Degen Á., Gáyer GY., Scheffer J. (1923): Magyar láptanulmányok. Magyar Botanikai Lapok 22: 1–116.

[7.]	Dömsödi J. (1988): Lápképződés, lápmegsemmisülés. – MTA Földrajztudományi Kutató Intézet, Budapest.

[8.]	Érdiné Szekeres Rozália (szerk.) (2002): Nemzeti Ökológiai Hálózat 3 – Lápok – KöM Természetvédelmi Hivatala)

[9.]	Faragó, T. Kerényi, A. (2003): Nemzetközi együttműködés az éghajlatváltozás veszélyének, az üvegházhatású gázok kibocsátásának csökkentésére – Környezetvédelmi és Vízügyi Minisztérium, Debreceni Egyetem, Budapest-Debrecen

[10.]	Fekete, G., Molnár, Zs., Horváth, F. (szerk.) (1997): Nemzeti Biodiverzitás-monitorozó Rendszer II. A magyarországi élőhelyek leírása, határozója és a Nemzeti Élőhely-osztályozási Rendszer – MTM, Budapest.

[11.]	Kerekes, S., Szlávik, J. (1999): A környezeti menedzsment közgazdasági eszközei (2., javított kiadás)    Közgazdasági és Jogi Könyvkiadó, Budapest

[12.]	Lájer K. (1998): Bevezetés a magyarországi lápok vegetáció-ökológiájába. Tilia 6: 84–238.

[13.]	Margóczi, K. (1998): Természetvédelmi biológia – egyetemi tankönyv, JATEPress, Szeged.

[14.]	Marx György (1993): Napfény, üvegház, éghajlat – Fizikai Szemle 1993/4: 132-139.

[15.]	Mendelsohn, R. (2001): Economic value of biodiversity, measurements of In: Encyclopedia of Biodiversity, Volume 2. pp. 285-304.

[16.]	Molnár, Zs., Horváth, F., Litkey, Zs., Walkovszky, A. (1997): A Duna-Tisza közi kőrises égerlápok története és mai állapota – Természetvédelmi Közlemények 5-6. Magyar Biológiai Társaság, Budapest.

[17.]	Pataki, Gy., Takács-Sánta, A. (szerk.): Természet és gazdaság, Ökológiai közgazdaságtan szöveggyűjtemény – Typotex Kiadó, Budapest

[18.]	Standovár, T., Primack, R.B. (2001): A természetvédelmi biológia alapjai – egyetemi tankönyv, Nemzeti Tankönyvkiadó, Budapest

[19.]	Vida Gábor (1995): Diverzitási stratégia és koevolúció a bioszférában – Természet Világa 1995/I. különszám: 51-56

[20.]	Zólyomi B. (1936): Tízezer év története virágporszemekben. Természettudományi Közlöny 68: 504–516.